# Axel Törneman

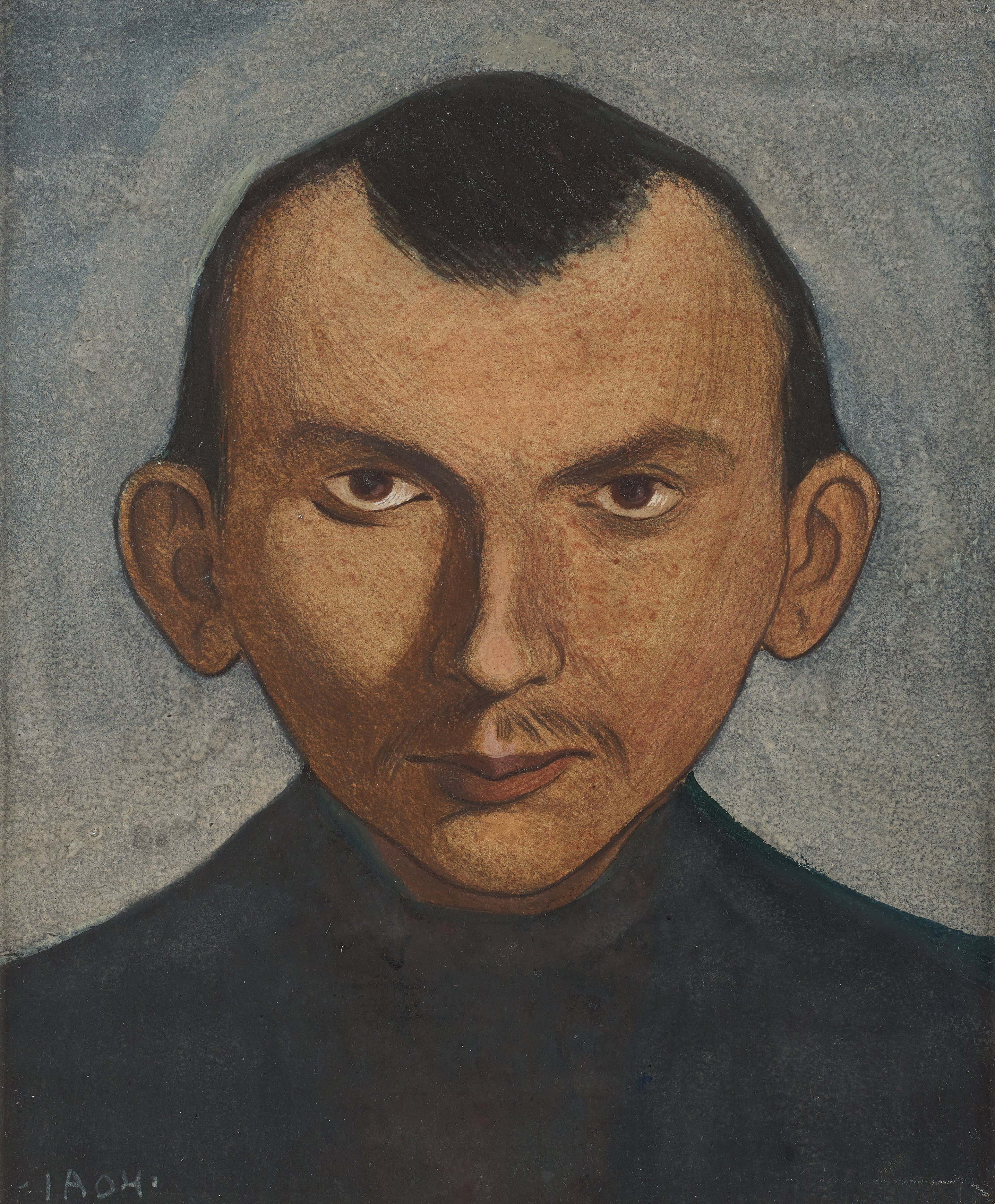
Axel Törneman, gemalt von Ivar Arosenius, 1904

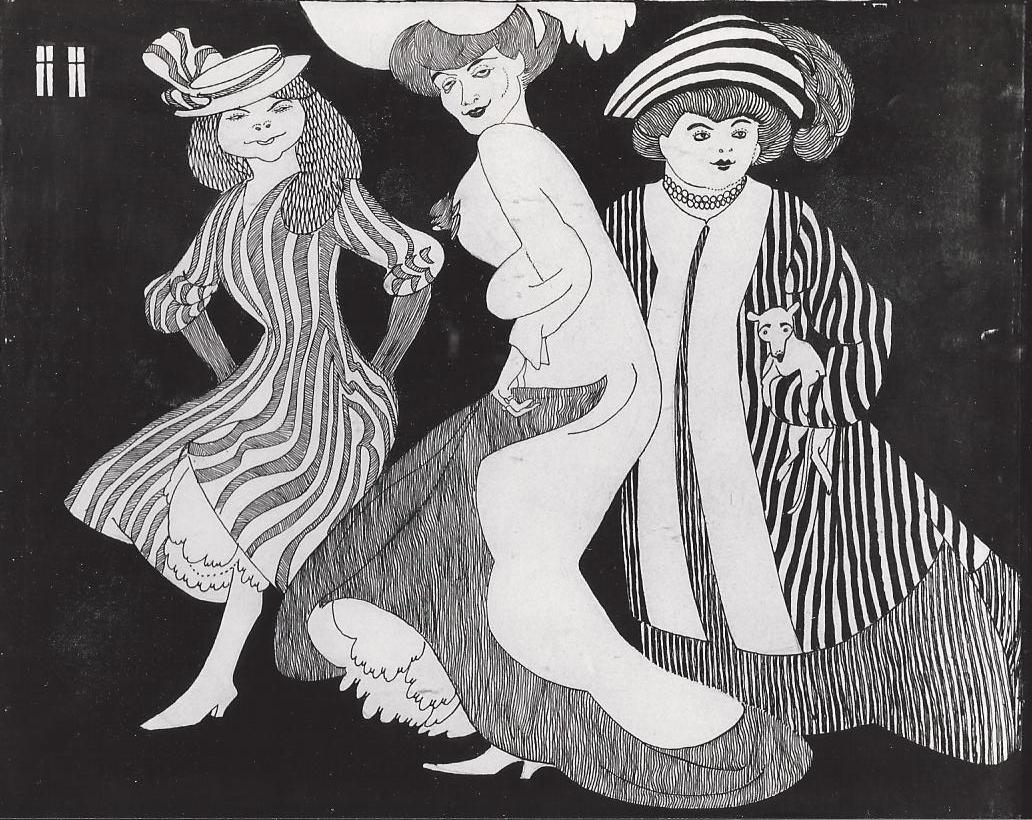
Kokotten

Johan Axel Gustaf Törneman (* 28. Oktober 1880 in Persberg, Värmland; † 26. Dezember 1925 in Stockholm) war einer der frühesten modernistischen schwedischen Kunstmaler.

## Leben
Törneman studierte seit 1899 an der Kunsthochschule Valand in Göteborg bei Carl Wilhelmson.
Nach den Studienreisen durch skandinavische Länder setzte er das Kunststudium an der Königlichen Akademie der Bildenden Künste in München und in der Dachauer Malschule in der Künstlerkolonie Dachau bei Adolf Hölzel fort. In München wurde er vom Jugendstil beeinflusst.
Danach verbrachte Törneman vier Jahre in Paris und im Dorf Coudeville-sur-Mer in der Bretagne. In Paris studierte er an der Académie Julian. In Paris besaß er ein Studio an  der Rue de Bagneux. In dieser Stadt entstand eine Reihe von Bildern mit den Interieurs Pariser Cafés. Törneman zeigte seine Werke 1905 auf dem Pariser Salon d’Automne.
Törneman heiratete 1908 in Paris die norwegische Chanteuse Gudrun Høyer-Ellefsen (1875–1963). Sein Sohn Algot Törneman (1909–1993) wurde Möbeldesigner.
Zurück in Schweden beschäftigte sich Törneman u. a. mit der Gebrauchsgrafik und mit Wandmalereien und Deckengemälden.
Törneman wurde 1915 mit einer Goldmedaille bei der US-amerikanischen Panama-Pacific International Exhibition in San Francisco ausgezeichnet.